# Anita Staps
Pour les articles homonymes, voir Staps.
Anita Staps, née le 5 avril 1961, est une judokate néerlandaise. 
Elle est notamment championne du monde de judo en 1980 à New York en catégorie des moins de 61 kg.

## Palmarès international
| Année | Compétition           | Lieu       | Résultat | Catégorie      |
| ----- | --------------------- | ---------- | -------- | -------------- |
| 1980  | Championnats du monde | New York   | 1re      | Moins de 61 kg |
| 1982  | Championnats du monde | Paris      | 3e       | Moins de 66 kg |
| 1984  | Championnats du monde | Vienne     | 3e       | Moins de 72 kg |
| 1986  | Championnats du monde | Maastricht | 3e       | Moins de 66 kg |